# ليه مورو
ليه مورو هي بلدية فرنسية تقع في إقليم الإيفلين التابع لمنطقة إيل دو فرانس. 